# Madame de Saint-Huberty
Anne-Antoinette-Cécile Clavel, mais conhecida por seu nome artístico Madame Saint-Huberty ou Saint-Huberti (Estrasburgo, 15 de dezembro de 1756 - 22 de julho de 1812, Barnes, Londres), foi uma célebre soprano operária e nobre francesa cuja carreira se estendeu de c.1774 até 1790. Após sua aposentadoria do palco e a divulgação de seu segundo casamento, ela também era conhecida como Condessa d'Antraigues, por volta de 1797. Ela e seu marido foram assassinados na Inglaterra.

## Biografia

### Inicio de vida e juventude
Antoinette Clavel (mais tarde conhecida profissionalmente como Madame Saint-Huberty) era filha de Jean-Pierre Clavel, um músico empregado como répétiteur na companhia de ópera particular de Carlos Teodoro, Eleitor Palatino. Sua mãe era Claude-Antoinette Pariset, filha de um mercador de Sélestat.
Seus biógrafos muitas vezes discordam de seu local de nascimento. Renwick, por exemplo, encontrou casos em que ele é indicado como Toul, Thionville ou Mannheim, e Clayton o apresenta como Toulouse - presumivelmente após ter interpretado "Toul" como uma abreviação. No entanto, depois de descobrir seu certificado de batismo nos Arquivos Nacionais, então Goncourt estabeleceu que ela nasceu em Estrasburgo, onde foi batizada Anne-Antoinette (ou Anna-Antonia no certificado) na igreja de Saint-Pierre-le, um dia depois do nascimento dela, em 16 de dezembro de 1756. Não há menção ao nome "Cécile" em seu certificado de batismo, e Goncourt sugere que ela adotou esse nome apenas mais tarde na vida. Dorlan traçou seu local de nascimento para Grand'rue (Grande Rue), Estrasburgo (perto do entroncamento com a rua Sainte-Barbe), e seu artigo é acompanhado por uma fotografia de uma casa que ele mantém pertencer a Pierre Clavel. Antoinette tinha pelo menos três irmãos: um irmão chamado Jean-Pierre, que se tornou um dourador e vendedor de gravuras de uma loja sob a casa na Grand'rue; Pierre-Étienne, que se tornou açougueiro de porco; e uma irmã que parece ter vivido em ou perto de Paris durante o início dos anos 1790.
Antoinette começou o estudo do canto e do cravo sob a direção de seu pai em uma idade muito jovem, e rapidamente exibiu um extraordinário talento musical. Enquanto sua voz ainda estava amadurecendo, ela conheceu o compositor Jean-Baptiste Lemoyne em Varsóvia em 1770, e ele supervisionou sua educação musical pelos próximos quatro anos. Ela tornou-se uma protegida de uma Princesa Lubomirska (a quem é difícil identificar com absoluta precisão, já que havia mais de uma princesa com esse nome em Varsóvia na época), e acabou conseguindo um contrato em Berlim, onde ela cantou e teve sucesso.
Em 10 de setembro de 1775, em St. Hedwig, na Opernplatz, Berlim, Antoinette casou com Claude-Philippe Croisilles de Saint-Huberty, que dizia ser encarregado dos negócios do príncipe Henrique de Prússia e o recrutador de novos talentos para a companhia de ópera privada do príncipe. O casamento imediatamente se deparou com dificuldades. Croisilles era um jogador incorrigível; ele também era um espancador de mulheres. Em várias ocasiões, eles tiveram que vender itens de roupas e jóias para atender suas dívidas. Em pouco tempo, ele foi um dos combatentes em um duelo, após o qual tornou-se necessário que eles fugissem de Berlim. O casal pretendia chegar a Paris, mas tiveram que parar por algum tempo em Estrasburgo depois de ficarem sem dinheiro. 
Um relato alternativo dos primeiros anos de Antoinette como cantora, que parece ter suas raízes em Saint-Huberty, de Edmond de Gonçourt, e foi subseqüentemente abordado inquestionavelmente por vários outros escritores, é apresentado da seguinte maneira. Aos doze anos, dominara tudo o que seu pai era capaz de lhe ensinar, e sua instrução vocal era, portanto, confiada a outros mestres, possivelmente ligados à Catedral de Estrasburgo. Aos quinze anos, ela foi uma estrela na ópera local em Estrasburgo. Ofertas de contrato chegaram de outras cidades como Lyon e Bordeaux, mas seus pais estavam preocupados que viver longe de casa poderia levá-la à tentação, e as ofertas foram recusadas. Um rapaz chamado Croisilles de Saint-Huberty chegou a Estrasburgo e convenceu-a de que poderia levá-la a uma brilhante carreira operística. Ela fugiu com ele para Berlim, onde se casaram, mas sua duplicidade rapidamente se tornou aparente. Ele a deixou, mas ela o seguiu até Varsóvia, onde ele roubou suas mercadorias e a abandonou novamente. Ela foi resgatada por uma das princesas de Lubomirska e começou a cantar em Varsóvia com algum sucesso. Croisilles então a atraiu (por carta) para Viena, com mais falsas promessas; ele a roubou e a abandonou novamente, depois do qual ela se dirigiu sozinha para Paris.

### Figurino e influência na moda

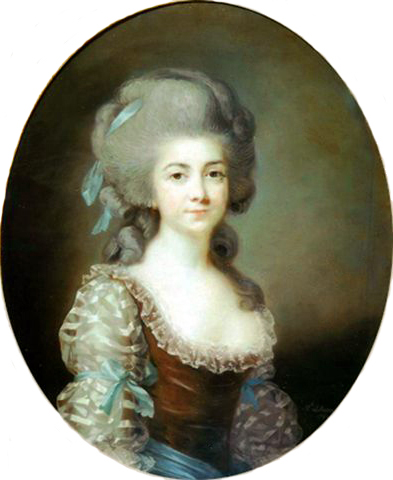
Antoinette, retratda por Vigée-Le Brun em 1780.

Na época em que Madame Saint-Huberty começou sua carreira, era costume que atores e cantores que desempenhavam papéis femininos tirados da mitologia clássica usassem perucas e saias altamente anuladas, às vezes com um trem carregado por páginas. Depois que ela se tornou uma premour sujet du chant, Saint-Huberty insistiu que suas fantasias teatrais devem refletir, com a maior precisão possível, o período em que o drama foi definido. Ela, portanto, consultou com o artista Jean-Michel Moreau, e teve seus trajes preparados de acordo com suas próprias especificações em estilo grego ou romano. Isso causou um grande vexame à gestão da Opéra, pois acrescentou o que eles consideravam ser uma quantia irracional aos custos de uma produção e também estabeleceu precedentes perigosos, mas o movimento foi bem recebido pelo público. Em uma ocasião em 1783, em uma tentativa de obter autenticidade, ela apareceu no palco com as pernas nuas e com um seio exposto, o que levou o governo a proibir tais práticas. No entanto, suas inovações no campo do figurino, quando consideradas como um todo, são consideradas de grande importância.
Saint-Huberty também teve influência, ainda que menor, na moda. Seu enorme sucesso em Didon inspirou o desenho de um elegante colete de cavalheiro, em seda bordada, representando a cena em que Didon é abandonado por Énée. Desde 1962, o colete faz parte da coleção do Museu Nacional de Design de Cooper-Hewitt, em Nova York, embora não esteja atualmente (outubro de 2013) em exibição pública. A figura de Didon é baseada em um retrato de André Dutertre de Madame Saint-Huberty no papel. Uma versão gravada deste retrato mais tarde se tornou muito popular como uma impressão.

## Vida adulta

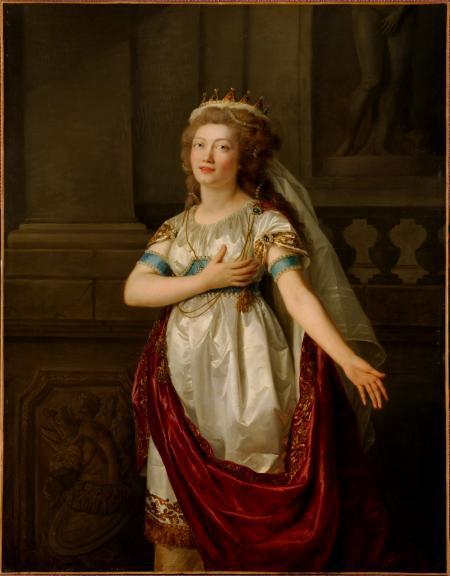
Madame de Saint-Huberty no papel de Dido, retratada por Anne Vallayer-Coster em 1785.

Antoinette passou os primeiros três meses de exílio em uma aldeia perto de Lausanne. D'Antraigues morava em frente e levava as refeições para ela. Eles se casaram em grande segredo em 29 de dezembro de 1790 em Castel San Pietro, perto de Mendrisio, na Suíça. A permissão para dispensar a formalidade dos banhos foi concedida pelo Bispo de Como. A essa altura, o casal já morava na villa do conde Turconi, que permaneceu como sua base principal nos primeiros anos de casamento. Embora eles vivessem confortavelmente, eles faziam pouco ou nada de entretenimento lá, e os únicos visitantes regulares eram o clero que vinha para celebrar a missa na capela aos domingos. Seu casamento não se tornaria público por mais de seis anos, em parte porque a mãe de d'Antraigues teria se oposto a isso, e ele desejava evitar, ou retardar, um confronto.
Em 26 de junho de 1792, Antoinette deu à luz um filho que foi batizado Pierre-Antoine-Emmanuel-Jules em uma igreja em Greco, dois dias depois. O local de nascimento de Jules (como era conhecido) é incerto, mas provavelmente estava em Milão ou em algum lugar de sua vizinhança imediata. Um ponto de vista é que, durante o seu confinamento, Antoinette se alojou na casa de um Dr. Moscati, que vivia numa aldeia fora de Milão. A presença de D'Antraigues não passou despercebida, em 11 de fevereiro de 1792, o arquiduque Fernando notificou Viena que d'Antraigues estava "visitando M.le Saint-Huberti" (sic), que se acreditava estar se recuperando de uma doença, e foi considerado prudente colocá-lo sob vigilância. Por causa do desejo de Antraigues de que seu casamento permanecesse em segredo, a camareira de Antoinette, Madame Sibot, foi declarada mãe da criança, embora no certificado de batismo d'Antraigues reconhecesse a paternidade e desse a Jules seu sobrenome.
A família foi levada para Milão, onde d'Antraigues foi interrogado por Napoleão Bonaparte. Inicialmente ele foi mantido prisioneiro em um antigo convento, mas depois de alguns dias ele foi transferido para uma cela no Castelo Sforza. Saint-Huberty e Jules alojaram-se na cidade. Além de sua recém-adquirida condessa, a reputação internacional de Saint-Huberty ainda possuía um peso considerável, e ela pôde fazer frequentes telefonemas para Joséphine de Beauharnais, que também estava em Milão. Durante uma dessas visitas, ela teve a oportunidade de falar com Bonaparte, que, dez anos antes, quando ele era um jovem oficial da artilharia, compareceu e ficou profundamente comovido com uma apresentação de gala de Didon, que ela havia dado em Estrasburgo. Antoinette agora colocou uma performance de fogo. Quando Bonaparte a lembrou de que poderia, se quisesse, emitir uma ordem para que seu marido fosse baleado, ela empurrou o jovem Jules em direção a ele e o desafiou a matar o menino junto com seu pai. Ela então ameaçou ir a Paris em pessoa "para obter justiça" (com o que ela queria dizer que era capaz de criar problemas para Bonaparte com pessoas poderosas em Paris que já estavam preocupadas com seu hábito de exceder seus poderes alocados). Ela gritou que Bonaparte era Robespierre reencarnado, e Beauharnais teve grande dificuldade em acalmá-la. Bonaparte era astuto o bastante para perceber que eliminar seu prisioneiro ali e depois não traria nenhuma vantagem real, e que isso poderia - talvez - funcionar contra seus próprios interesses. Mas na Noite de 29 de agosto de 1797, ela ajudou seu marido a fugir da prisão com um disfarce de padre.
Saint-Huberty e sua família viveram em Graz (1797–1799), Viena (1799–1802) e Dresden (1802–1806), antes de se mudarem para Londres. Em 1808, seu endereço era 45 Devonshire Street, Portland Place, embora também tivessem endereços em vários horários no 67 Princes Gate e em um local conhecido como "Casa Jacobi". Por volta de 1809, o casal comprou uma casa no The Terrace, Barnes, nos arredores de Londres. Eles também tinham uma propriedade no West End na 7 Queen Anne Street. 

## Morte
Um dia, no início de julho de 1812, durante a ausência temporária da casa pelo conde, a condessa estava em seu quarto no Barnes, atendido por sua criada, Susannah Black. De repente, eles ouviram um único barulho alto, e, acreditando que alguém poderia ter batido na porta da frente, Black desceu as escadas para responder, mas não encontrou ninguém lá. Ao voltar para o andar de cima, a condessa encontrou-a na porta do quarto e comentou que o barulho soara como um tiro de pistola. Black subiu para o quarto do Conde e descobriu um piemontês sem libréservo que estivera no emprego da família há cerca de três meses e que era conhecido simplesmente como Lawrence (ou Lorenzo, em algumas fontes) de pé dentro, segurando uma pistola fumegante. Ao ser perguntado o que ele estava fazendo, ele respondeu "Nada". Mais tarde, ele admitiu à condessa que ele estava lidando com a pistola e que ela havia se descarregado acidentalmente. Em consequência, Lawrence foi severamente repreendido. Um relatório de jornal, publicado após os eventos de 22 de julho, afirmou que o conde tinha o hábito de manter um punhal e um par de pistolas prontas e carregadas em seu quarto.
Na manhã de 22 de julho de 1812, o conde e a condessa ordenaram que sua carruagem esteja pronto para eles às oito horas, como eles queriam viajar para Londres. Seu cocheiro, David Hebditch, levou a carruagem até a porta da frente alguns minutos antes das oito e, ao chegar, Lawrence abriu a porta do veículo e colocou uma lata de óleo dentro. Ele então voltou para a casa momentaneamente, mas logo retornou para fora. A condessa desceu, assistida por Black (que carregava alguns livros) e outra criada, Elizabeth Ashton. Black ordenou que Lawrence abrisse a porta da carruagem para sua amante, mas ele voltou para a casa e logo depois um tiro de pistola foi ouvido. Testemunhas viram o conde descendo a escada, seguido por Lawrence, que tinha uma pistola em uma das mãos e uma adaga na outra. Hebditch viu Lawrence mergulhar a adaga no ombro esquerdo do conde: Lawrence então saiu e esfaqueou Antoinette no peito enquanto ela tentava voltar para a porta da frente. Ela caiu inconsciente no chão. Ashton, em pânico, correu para a casa do Sun nas proximidades para pedir ajuda, enquanto as outras testemunhas tentavam dar assistência aos feridos. Na confusão, Lawrence entrou novamente na casa, e um minuto depois, outro tiro de pistola foi ouvido.
Dois cirurgiões, Matthew Ball, de Barnes, e um sr. King, foram imediatamente chamados à casa. King, auxiliado por Hebditch, despojou o conde (que tinha conseguido cambalear até o seu quarto) e tentou tratar a ferida, mas havia pouco que poderia ser feito, e ele morreu muito em breve. Ball, que examinou Antoinette, descobriu que ela havia sofrido uma facada no seio direito; a lâmina então penetrou profundamente em sua cavidade torácica, passando entre a terceira e a quarta costelas. Ela havia perdido muito sangue e morreu poucos minutos depois da chegada de Ball. 
As razões para os assassinatos não são claras. Na época, surgiram boatos de que o conde e a condessa haviam sido assassinados por ordem do governo britânico ou de Napoleão Bonaparte. 